# Ангарський ВТТ
Ангарський ВТТ (рос. Ангарлаг, Ангарстрой, Ангарский ИТЛ и промкомбинат) — підрозділ в системі ГУЛАГ, оперативне керування якого здійснювало спочатку Головне управління таборів залізничного будівництва.
Організований 13.01.47 ; діючий на 1960 р.

## Історія
З перших же днів зведення БАМу виникли серйозні проблеми, пов'язані з браком робочих рук, а також занадто важкими умовами праці та побуту робітників-будівельників. Тож невдовзі Політбюро ЦК ВКП (б) вирішило передати будівництво БАМу від Наркомату шляхів сполучення до ОГПУ.
На Далекому Сході був створений БАМ ВТТ ОГПУ (БАМЛАГ). До його Західного управління відносились Тайшетлаг і Южлаг, на базі яких в 1949 році був утворений Озерлаг зі штабом в Тайшеті.

Управління Східного ВТТ в складі БУДІВНИЦТВА 500 перекинуто в Братськ і перейменовано в Управління Ангарського ВТТ. Разом з тим перекинуто за січень-лютий 1947 2 штаби будівельних відділів зі штабними колонами, 20 штабів колон, мінімально необхідне майно для первинного облаштування табору, а також ремонтно-механічні майстерні з усім обладнанням і повним штатом інженерно-тех. працівників і кваліфікованих робітників.

В 1948 до Ангарлагу приєднали Тайшетський табір НКВС. Крім того, Ангарському ВТТ передані обладнання, кадри фахівців і робоча сила ліквідованого ремонтного заводу № 1 ГУЛЖДС в Свіяжську і Чебоксарське лісозаготівельне відділення. 05.01.52 зі складу Ангарлага на баланс Усть-Кутської перевалбази Дальбуду МВС передані колони № 408, 409 з усім майном, адміністрацією і з/к. У травні 1953 Ангарський ВТТ прийняв кілька ЛП (табірних підрозділів) від Дальбуду.

## Виконувані роботи
- будівництво залізниці Братськ-Усть-Кут (ділянка БАМу) та мосту через Ангару,
- добудова залізниці Тайшет-Братськ (з 29.09.48 по 22.12.49 і з 19.03.51 -?),
- перевезення вантажів по залізниці до р. Лена (до Усть-Кута, з березня 1951),
- роботи на промкомбінаті 3-го Управління ГУЛАГу МЮ (з 31.08.53),
- лісозаготівлі, сільскогосподарські роботи
- перевезення річковим транспортом по Ангарі (до 04.11.49)
- обслуговування ЦРМЗ в Тайшеті («ЦАРМЗ») (до 22.12.49 і після 19.03.51), ДОКу, цегляних з-дів, Топорковського комбінату ширвжитку (до 22.12.49), ЦРМ в Ілімі, хутрових майстерень в Братську і Заярську,
- будівництво за договором з МНП автогужової дороги від Ангаро-Ленського тракту до Усть-Кутської нафтобази (з 14.10.49),
- будівництво в р-ні Усть-Кута тимчасової верфі (з 04.02.50), Осетровського річкового порту Дальбуду МВС, верфі, суднобудівельного заводу, селища (з 11.12.50),
- будівництво перевалочної бази Дальбуду і залізничної гілки до неї (також — вантажно-розвантажувальні роботи на ній, до 05.01.52),
- будівництво спеціальних складів для зберігання «ВВ» (вибухових речовин) і ґрунтової дороги до них (з 02.09.50),
- реконструкція Усть-Кутської нафтобази «Якурим» МНП і будівництво до неї залізничної гілки (з 04.01.52)
- виробництво вапна (на вапняному заводі 24-го км Ангарстроя) і цегли,
- обробка слюди, роботи лісопильного заводу в Заярську,
- авторемонт, будівництво вапняного заводу (сел. Осетрово, Усть-Кутського р-ну), пошиття одягу та взуття для з/к табору.

## Кількість ув'язнених
- 21.05.1947 — 6701,
- 1.12.1947 — 15 002,
- 1.1.1948 — 9646,
- 1.1.1949 — 35 959,
- 1.1.1950 — 43 591,
- 1.1.1951 — 41 626,
- 1.1.1952 — 26 858,
- 1.1.53 — 21 156,
- 1.1.1954 — 20 443,
- 1.1.1955 — 14 874,
- 1.1.1956 — 17 057,
- 1.1.1959 — 13 361,
- 1.1.1960 — 9927.